# 劉義恭
江夏文献王刘义恭（413年—465年9月18日），劉宋宗室，宋武帝刘裕第五子，母為袁美人。曾於內外出任要職，官至太宰，宋文帝、宋孝武帝及宋前廢帝在位期間都任高職，亦為宋孝武帝所遺命的輔政大臣。後因謀廢宋前廢帝而被其殘忍殺害。

## 生平

### 封江夏王
刘义恭小时候聪明颖悟，長得也很俊美，故受到父亲的鍾爱，寵冠諸子，亦经常被父亲带在身边。宋少帝景平二年二月乙未（424年3月19日），出监南豫豫司雍秦并六州诸军事、冠军将军、南豫州刺史，代替庐陵王刘义真镇守历阳（今安徽和縣）。同年，徐羨之等廢少帝，立義恭三兄宋文帝劉義隆繼位，文帝於元嘉元年八月甲辰（424年9月24日）封義恭為江夏王，食邑五千戶，又加使持節，進號撫軍將軍，賜鼓吹一部。

### 出鎮外地
元嘉三年正月丁卯（426年2月9日），持節轉監南徐兗二州揚州之晉陵諸軍事、南徐州刺史。不久進監為都督。元嘉六年（429年），義恭散騎常侍、持節都督荊湘雍益梁寧南北秦八州諸軍事、荊州刺史。元嘉九年六月壬寅（432年8月11日），改任征北将军、开府仪同三司、南兗州刺史。元嘉十六年正月戊寅（439年2月12日），进位司空，仍任南兗州刺史。

### 宰輔重臣
元嘉十七年十月戊午（440年11月13日），文帝誅殺司徒、彭城王劉義康親信劉湛等，義康亦被逼外任江州刺史，文帝以義恭為司徒、录尚书事、侍中、都督扬南徐兗三州诸军事，领太子太傅。元嘉二十一年二月己丑（444年3月28日），进位太尉，领司徒。元嘉二十六年（449年）又加領國子祭酒。元嘉二十七年（450年），宋文帝北伐北魏，刘义恭解國子祭酒並出鎮彭城（今江蘇徐州市），总统诸军，不過北伐軍攻戰不利，反讓魏軍突入反擊，南攻至瓜步（今江蘇南京六合區），義恭在魏軍逼近彭城時意欲棄城出奔，但在張暢的建言下，決意堅守。元嘉二十八年（451年），北魏军队撤离时经过彭城，刘义恭因畏惧敌军而不敢追击，受到宋文帝的斥责，降为骠骑将军、开府仪同三司。同年六月己巳（451年7月30日），義恭兼領南兗州刺史，增督南兗豫徐兗青冀司雍秦幽并十一州諸軍事，兼前都督揚州及南徐州共都督十三州，移鎮盱眙。。元嘉二十九年十二月辛未（453年1月22日），改任大将军、南徐州刺史。

### 倒戈建義
元嘉三十年二月，劉劭弑父篡位，即位就召義恭到來。以義恭為太保，督新劃的會州諸軍事，不久加領大宗師。劉劭篡位後，江州刺史武陵王劉駿、荊州刺史南譙王劉義宣及會稽太守隨王劉誕等分別起兵討伐劉劭，並奉武陵王為主。四月，討伐劉劭的軍隊逼近建康（今江蘇南京），劉劭就懷疑義恭，特意命他住在尚書下省，另命義恭諸子住侍中下省。當時劉劭想殺掉三鎮留在建康的家屬，義恭與何尚之成功勸阻。當時蕭斌及刘劭弟始兴王劉濬勸劉劭派水軍與討伐軍決戰，義恭見討伐軍水軍簡陋難戰，故特意提出以逸待勞作拖延，並博得劉劭取信。後兩軍於新亭交戰，義恭一直跟隨劉劭，未能脫身。至劉劭敗後，義恭謀取石頭城，但因蕭斌等先守而不果，於是藉派往東堂選將的機會騎馬出東掖門，到東冶渚用預先準備的船渡過秦淮河。義恭佐官及故吏二千多人也隨其出奔，但劉劭所派追兵很快就到，那時義恭才剛好渡河，這些隨行者大多都被殺，義恭諸子亦為劉劭派刘濬所殺。義恭到後即上表勸劉駿即位為帝，劉駿遂於四月己巳（453年5月20日）即位，任命刘义恭为使持節、侍中、都督揚南徐二州諸軍事、太尉、录尚书六条事、南徐、徐二州刺史。五月，劉劭等眾兵敗被擒，變亂平息。刘濬出逃遇到刘义恭，下马请罪，刘义恭带刘濬回京，在途中将他斩首。五月壬辰（6月12日），改任太傅，领大司马。
義恭雖為太傅，但孝武帝不想拜太傅，於是暗示相關部門上奏君主無需對臣下作拜禮的依據，只在立太子後下令東宮文案都要先讓義恭過目。孝建元年（454年），劉義宣等人起兵失敗，義恭見孝武帝有意削弱宗室，故請省錄尚書一職，獲准。孝建二年春，義恭獲進督東揚州及南兗州；十月壬午（455年11月19日），又领扬州刺史，義恭堅決辭讓入朝不趨、贊拜不名、劍履上殿的特殊禮待，又解持節都督及侍中。

### 廢立之謀
孝建三年（456年）七月，義恭卸任扬州刺史，讓予孝武帝寵愛西陽王劉子尚；同年十月丙午（456年12月7日），进位太宰，领司徒。大明三年三月癸巳（459年5月13日），加任中书监。大明六年五月壬寅（462年7月5日），卸任司徒。大明七年十二月己未（464年1月13日），加任尚书令，解中書監。大明八年闰五月壬寅（464年6月24日），领太尉。當月，孝武帝去世，遣詔命義恭解尚書令，加中書監，並命他與尚書令柳元景共主政事；另命沈慶之掌軍事、顏師伯掌尚書、王玄謨掌外監。
大明八年闰五月庚申（464年7月12日），宋前廢帝刘子业即位，刘义恭加錄尚書事。不過，義恭雖然身居宰輔之位，亦有遣詔，但卻奉承孝武帝寵臣戴法興等，政事都由法興等掌握，徒具虛名。不過很快前廢帝就將法興誅除，接著就本性盡現，屢行荒淫残暴之事，刘义恭与柳元景及顏師伯等人密谋废帝，但一直都未有決定。永光元年八月癸酉（465年9月18日），废立之事為沈慶之所揭發，前廢帝亲自率领羽林兵前往刘义恭的府第，动手肢解刘义恭，掏出肠胃，又挑取眼睛，以蜜渍之，谓之“鬼目粽”。刘义恭的四个儿子、尚书仆射颜师伯、骠骑大将军柳元景、廷尉刘德愿等人也一并被处死。
宋明帝即位后，追赠刘义恭为使持节、都督中外诸军事、侍中、丞相、领太尉，谥以文献王，後更在泰始三年（467年）獲陪祭庙庭。

## 性格特徵
- 劉義恭為人謹慎怕事，雖然歷任高職，長居宰輔之位，但很多時候都不是自己主事。早在他接替四兄彭城王劉義康任司徒、錄尚書事時，就因為知道文帝與義康之間有主相之爭，故上任後都退避，只奉行文書，決策都全由文帝，亦讓文帝安心。孝武帝時亦小心奉承，如主動求省錄尚書職，退避揚州刺史以讓皇帝寵子，又在雍州刺史海陵王劉休茂起事平息後上表請削諸王內外實權。孝武帝在位後期對諸臣苛暴，義恭就更加以卑屈言辭事奉，以討孝武歡心，每當有符瑞都會上美賦稱頌，又曾以石頭城生三支脊茅事屢勸封禪，哄得孝武帝大悅[4]。前廢帝即位之初，身為遺詔輔政的義恭亦奉承掌權既久的戴法興、巢尚之等人，甚至怕了他們，只具空名[16]。元嘉北伐守彭城時亦見其畏敵之心。
- 劉義恭奢侈，在其出任荊州刺史時，宋文帝就因而特別下詔告誡他要戒掉驕奢之性，要求他要節約，不要過份賞賜身邊寵臣，節制嬉戲遊樂以及少納女嬪。不過，義恭回朝後，相府二千萬錢的年俸義恭亦常常不夠用，要文帝每年額外給他一千萬錢。他又心意不定，嗜好常轉，屢屢遷宅，亦賞賜過度，臣下只要得寵，一日甚至能取得一兩百萬錢。孝武帝晚年對義恭的給俸已經十分豐厚，但義恭還是不夠用，常在民間賒數，百姓寫書求還錢時只在信背寫「原」字[4]。
- 義恭涉獵文辭，更擅長騎馬以及通音律，出游可遠行三、五百里，孝武帝亦任由他，曾遠行至吳郡，登虎丘山，又到無錫烏山望太湖[4]。

## 家庭

### 妻
- 琅邪王氏，王僧虔堂姐[17]

### 子女
- 南丰县王劉朗：出继少帝，为刘劭所杀
- 江夏宣王劉睿：为刘劭所杀
- 新吴烈侯劉韶：为刘劭所杀
- 平都怀侯劉坦：为刘劭所杀
- 江安愍侯劉元谅：为刘劭所杀
- 兴平悼侯劉元粹：为刘劭所杀
- 劉元仁：为刘劭所杀
- 劉元方：为刘劭所杀
- 劉元旒：为刘劭所杀
- 劉元淑：为刘劭所杀
- 劉元胤：为刘劭所杀
- 刘某：为刘劭所杀
- 江夏愍王劉伯禽：为刘子业所杀
- 永修殇侯劉仲容：为刘子业所杀
- 永阳殇侯劉叔子：为刘子业所杀
- 劉叔宝：为刘子业所杀
- 嘉兴县主，嫁南齐司徒从事中郎王琛[18]
- 劉氏，嫁王僧虔[19]
- 刘氏，第十五女，泰始四年去世，時年十九[20]
- 劉躋：原為繼子

## 延伸阅读
[在维基数据编辑]
 在维基文库阅读此作者作品
 《宋書·卷61》，出自沈约《宋书》
 《南史·卷13》，出自李延壽《南史》